# Fogarasi János (zenész)
Fogarasi János (Budapest, 1935. augusztus 13. – Budapest, 2012. április 13.) magyar zenész, dzsessz-zongorista, zenetanár. Alapító tagja volt a kőbányai Művészeti Szakiskolának. A hazai modern jazz egyik meghatározó személyisége. Az első kísérletektől kezdve részese volt a műfaj megteremtésének és elfogadtatásának.
.. talán a többi növendék is egyetért azzal, hogy Fogarasi János érdes modora olyan volt, mint egy álarc, aki csak egyszer hallotta zongorázni, az megismerhette az álarc mögött levő, szépséget és harmóniát kereső embert.

## Dzsessz pályafutása
A már régen legendás hírű Kandó Kálmán Felső Ipari Iskola hallgatójaként, osztálytársával, Szele Tiborral együtt ismerkedett a dzsesszmuzsikával. A kivételes adottságokkal rendelkező fiatalember önerőből tanult meg zongorázni, tanára nem volt. Barátaival, Ungár István szaxofonossal, Szele Tibor harmonikással és Balsai Géza dobossal alakították azt a zenekart, amellyel Budapest egyik legdivatosabb tánciskolájában játszhattak, amelyet Farkas Jenő vezetett. Az ötvenes évek elején megismerkedett a modern jazz-szel próbálkozó és kísérletező zongoristákkal, köztük Gyimesi „Gyümölcs” Tiborral, idősebb Varnus Xavérral, Kertész Kornéllal és a körülöttük csoportosuló muzsikusokkal. Részt vett azokon a rendezvényeken, amelyek a hazai modern jazz megszületésének első lépcsőfokait jelentik. Ezek közül a legjelentősebbek a Savoy jam session-ök 1958 és 1959-ben, majd az Astoria jam 1960-ban. Első felvételeit 1958-ban készítette orsós magnóra, a hatvanas évek elejétől az első budapesti dzsesszklubban lépett fel rendszeresen, majd Pege Aladár együttesében zongorázott.

## Könnyűzenei pályafutása
A Metro zenekarnak 1970-ben, Schöck Ottó távozása után volt a billentyűse, kültagként játszott Török Ádám Minijében, 1974 és 1980 között a Csík-Fogarasi-Jávori Trió tagja, 1980-tól 1983-ig Horváth Charlie-val az Olympia együttesben játszott. Boncz Gézával és Lehr Ferenccel 1983-ban megalapította az Atléta Triót, amely elsősorban zenei paródiákat játszott. 1990-től zenetanárként dolgozott a kőbányai Zenei Stúdió Művészeti Szakiskolában.
A nagybőgős Egri Jánossal, Szalai Gábor dobossal, valamint Szele Tibor harmonikással 1995-ben több hangfelvételt készített a Magyar Rádió részére. 1995-től tíz éven át zenélt Berki Tamás Shabu-Shabu elnevezésú formációjában, amely Berki Sings Jazz címmel 1996-ban egy dzsessz sztenderdeket tartalmazó CD-t is kiadott. 2000-2001-ben még a Schuster Lóránt vezette hard rock formációban, a P. Mobilban is megfordult.
Első saját lemeze csak 2011-ben jelent meg A Kind of Taste címmel: az album húsz zongoradarabot tartalmaz a dzsessz fénykorából. Szintén ebben az évben adták ki a Best of 70-es évek című lemezt, amelyen Fogarasi Hammond orgonáját dobos és bőgős kíséri, a C3 című album pedig a Hammond C3-as típusának szólólemeze.

## Ügynöki tevékenysége
Munkadossziéját 1966-ban nyitották meg, egy ideig ügynökként, majd titkos megbízottként foglalkoztatták, "Gara" fedőnévvel. Szőnyei Tamás Nyilván tartottak című könyve szerint még saját feleségéről, Fábri Éva énekesnőről is jelentett, sőt róla adta az egyik első jelentését. Az állambiztonságnak azonban elsősorban azért volt fontos a személye, mert a Metró zenekar tagjaként rajta keresztül sok mindent megtudhattak a hazai beatzenekarokról, és azok tagságának belső, emberi viszonyairól; a Metró mellett olyanokéról is, mint a Kex vagy az Illés-együttes, hiszen ezek tagjaival ugyancsak jó kapcsolatot ápolt. A könyv tanúsága szerint megbízói sokszor voltak elégedetlenek a jelentéseivel, egy időben az ő lakását is "betechnikázták".